# Areniscythris brachypteris
Areniscythris brachypteris är en fjärilsart som beskrevs av Jerry A. Powell 1976. Areniscythris brachypteris ingår som enda art i släktet Areniscythris och familjen fältmalar, Scythrididae. Inga underarter finns listade i Catalogue of Life.